# Cat Scratch Fever (singolo)
Cat Scratch Fever è un singolo del cantante e chitarrista statunitense Ted Nugent, pubblicato il 13 maggio 1977 come primo estratto dall'album omonimo.

## Cover
Numerosi artisti internazionali hanno realizzato una cover del brano tra cui i Motörhead, nel 1992 per l'album March ör Die (successivamente ripubblicato nel 2017 nella raccolta Under Cöver) ed i Pantera.

### Versione dei Pantera
Nel 1999 è stata realizzata una cover del brano dal gruppo musicale statunitense Pantera che è stata inserita nella colonna sonora del film Detroit Rock City. Com'è possibile ascoltare in Official Live: 101 Proof, a volte gli stessi Pantera ne suonavano dal vivo l'inizio come intermezzo dopo il primo ritornello di Cowboys from Hell.